# Hotel Central (Warschau)

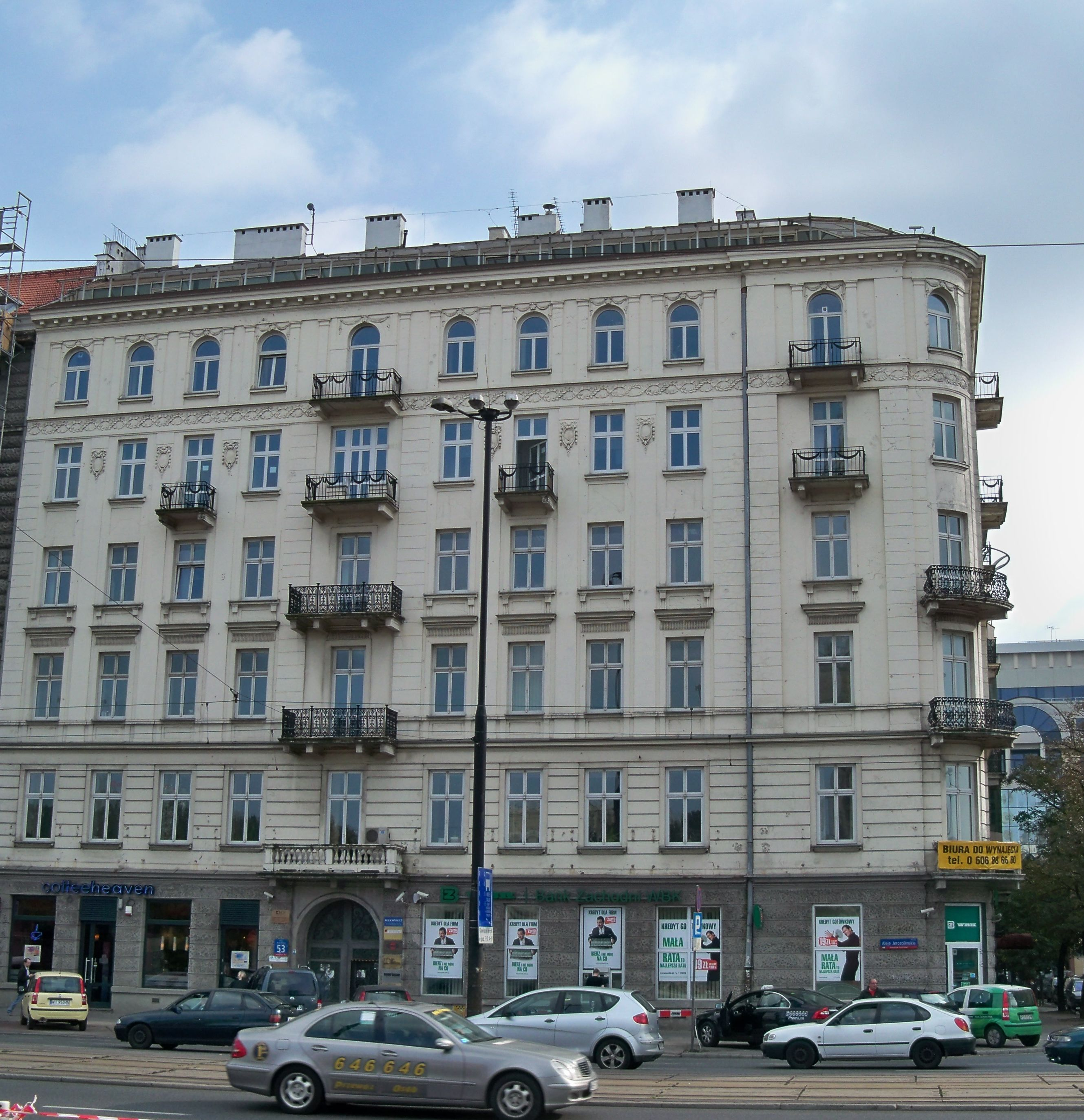
Das ehemalige Hotel wird heute als Bürogebäude genutzt

Das Hotel Central (auch als Kamienica Izaaka Rotberga, deutsch: Mietshaus des Izaak Rotberg, bezeichnet) war ein Mittelklasse-Hotel in der Warschauer Innenstadt. Es wurde in den 1970er Jahren geschlossen.
Das Hotel befand sich in dem sechsgeschossigen Gebäude Aleje Jerozolimskie 53 (vormals Hausnummer 47), an der Ecke mit der kleinen Ulica Pankiewicza. Auf der gegenüberliegenden Seite der Aleje Jerozolimskie liegt der Zentralbahnhof Warschaus (bzw. befand sich etwa dort dessen Vorgängergebäude, der Wiener Bahnhof) – entsprechend dürfte das Hotel vor allem Bahnreisende angesprochen habe. Das höherwertige Hotel Polonia befindet sich nur 100 Meter weiter ostwärts an der Jerozolimskie. Das Hotel firmierte in späteren Zeiten auch unter den Namen Hotel Centralny und Hotel Narodowy.
Das Hotelgebäude war im Jahr 1893 für Izaak Rotberg als elegantes, dreistöckiges Mietshaus errichtet worden. Es wurde 1907 umgebaut und um zwei Geschosse aufgestockt; vermutlich ab dem Zeitpunkt fungierte es als Hotel. Eventuell war Władysław Marconi verantwortlicher Architekt des Umbaus. 1930 war Mieczysław Roziewicz Eigentümer des Objektes. Der Hotelbetrieb wurde in den 1970ern eingestellt, der folgende Nutzer war die Generaldirektion der Rohrbaugesellschaft „Energopol“ (polnisch: Generalna Dyrekcja Budownictwa Hydrotechnicznego i Rurociągów Energetycznych „Energopol“). In den Jahren 1994 und 1995 wurde das Objekt als Bürohaus saniert. Derzeitiger Eigentümer und Nutzer ist die Firma Energopol-Warszawa S.A. Das Gebäude wurde am 1. Juli 1965 unter Denkmalschutz gestellt (Nr. 765-A).